# Arno Holz

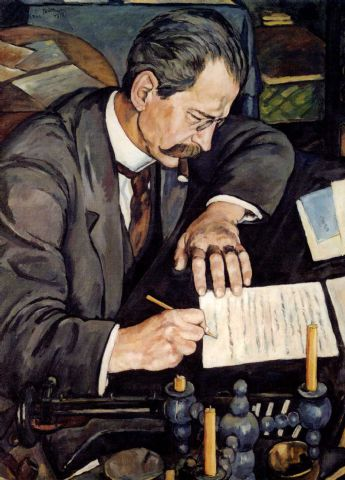
Arno Holz, pintado por Erich Büttner.

Arno Hermann Oscar Alfred Holz (Rastenburg, 26 de abril de 1863-Berlín, 24 de octubre de 1929) fue un poeta y dramaturgo alemán, introductor del naturalismo.

## Biografía
Hijo de un farmacéutico, en 1885 se aproximó al naturalismo ibseniano y lo introdujo en Alemania junto con su amigo el joven poeta  Johannes Schlaf (1862-1941); entre 1887 y 1888 ambos se retiraron a Niederschönhausen y escribieron juntos dramas y cuentos bajo el común seudónimo Bjarne F. Holmsen antes de discutir y separarse años después. 
Con J. Schlaf escribió La familia Selicke (1890), drama naturalista, así como las narraciones naturalistas en prosa de Papá Hamlet (1889). Holz fue el primer redactor jefe de la revista Freie Bühne (Escena libre); pero, a pesar de su triunfo literario, no conoció el éxito financiero antes de la tragicomedia Traumulus (1904). Vivió una pobreza extrema, fue marginado por los nazis, que veían en su teatro una manifestación de literatura decadente, y hasta los cincuenta y tres años vivió en una buhardilla e incluso tuvo que subsistir vendiendo juguetes que él mismo hacía.
Como poeta poseía un gran oído y su lírica es de carácter amargo y satírico, aunque humorística. Indicó los nuevos caminos a seguir al teatro alemán. Del mismo modo que había rechazado la métrica tradicional para sustituirla por el verso libre, logró revolucionar las formas dramáticas y sustituyó las intrigas habituales, almibaradas y aprisionadas en un lenguaje formalista, por un torbellino de vida naturalista. En colaboración con su amigo Johannes Schlaf (1862-1941), compuso en 1890 dos piezas ejemplares del nuevo teatro alemán, La pasión de papel y La familia Selicke, que traducían al público la lección del dramaturgo Henrik Ibsen e influyeron poderosamente en el nuevo teatro naturalista de Gerhart Hauptmann.

## Obras
- Die Dichtkunst der Jetztzeit, 1883
- Deutsche Weisen, gemeinsam mit Oscar Jerschke, 1884
- Buch der Zeit. Lieder eines Modernen, 1886
- Papa Hamlet, als Bjarne P. Holmsen, gemeinsam mit Johannes Schlaf, 1889
- Krumme Windgasse 20. Studie aus dem Studentenleben, gemeinsam mit Johannes Schlaf, Prosa, 1890
- Die Familie Selicke, gemeinsam mit Johannes Schlaf, Drama, 1890
- Die Kunst. Ihr Wesen und ihre Gesetze, 1891
- Der geschundne Pegasus. Eine Mirlitoniade in Versen, gemeinsam mit Johannes Schlaf, 1892
- Neue Gleise, gemeinsam mit Johannes Schlaf, 1892
- Berlin, das Ende einer Zeit in Dramen
  - Socialaristokraten, 1896
  - Sonnenfinsternis, Tragödie, 1908
  - Ignorabimus, 1913
- Phantasus, 1898/99
- Revolution der Lyrik, 1899
- Richard M. Meyer, 1900
- Die Blechschmiede, 1902
- Johannes Schlaf, 1902
- Aus Urgroßmutter’s Garten. Ein Frühlingsstrauß aus dem Rokoko, 1903
- Lieder auf einer alten Laute, 1903
- Dafnis. Lyrisches Portrait aus dem 17. Jahrhundert, 1904
- Traumulus, Tragische Komödie, gemeinsam mit Oscar Jerschke, 1905
- Frei!, Männerkomödie, gemeinsam mit Oscar Jerschke, 1907
- Gaudeamus!, Festspiel zur 350-jährigen Jubelfeier der Universität Jena, gemeinsam mit Oscar Jerschke, 1908
- Die Perle der Antillen, Komödie, gemeinsam mit Oscar Jerschke, 1909
- Büxl, Komödie, gemeinsam mit Oscar Jerschke, 1911
- Phantasus, (erweiterte Fassung), 1916
- Flördeliese, 1919
- Seltsame und höchst abenteuerliche Historie von der Insel Pimperle, 1919
- Die befreite deutsche Wortkunst, 1921
- Trio Seraphicon, 1923
- Kindheitsparadies, 1924
- Phantasus, (Fassung letzter Hand in drei Bänden), 1925
- Zwölf Liebesgedichte, 1926
- Entwurf einer „Deutschen Akademie“ als Vertreterin der geeinten deutschen Geistesarbeiterschaft, Offener, sehr ausführlicher Brief und Bericht an die Öffentlichkeit, 1926
- (postum) Scherz-Phantasus, hgg. v. Klaus M. Rarisch, in: die horen, Nr. 88 = Heft 4, 4. Quartal 1972, S. 3–7